# Вольфштейн, Рози
Альма Розали Вольфштейн (нем. Alma Rosali Wolfstein, в браке Рози Фрёлих (Rosi Frölich); 27 мая 1888, Виттен — 11 декабря 1987, Франкфурт-на-Майне) — немецкий политик-социалистка.

## Биография
Рози Вольфштейн родилась в семье еврейского коммерсанта Самуэля Вольфштейна и его супруги Клары, урождённой Адлер. Рози обучалась в городском лицее Виттена и впоследствии работала служащей. В 1907 году Вольфштейн вступила в Союз рабочего просвещения женщин и девушек в Хагене, в 1908 году — в СДПГ и в 1910 году — в свободный профсоюз служащих. В том же году Вольфштейн познакомилась и подружилась с Розой Люксембург и в 1912—1913 годах обучалась у неё в имперской партийной школе СДПГ в Берлине. С началом Первой мировой войны Вольфштейн решительно выступила против политики гражданского мира в СДПГ и вошла в состав «Союза Спартака» в Дуйсбурге. Во время войны неоднократно подвергалась арестам. В 1916 году принимала участие в работе нелегальной молодёжной конференции в Йене и в 1917 году как представитель «Союза Спартака» была делегатом учредительного съезда НСДПГ в Готе. В Ноябрьскую революцию 1918 года Вольфштейн избрали в совет рабочих и солдатских депутатов в Дюссельдорфе. Вольфштейн, небольшого роста, обладала большим ораторским талантом и проходила в досье кайзеровской полиции как «опасная агитаторша». Дюссельдорфская группа «Союза Спартака» делегировала Вольфштейн на учредительный съезд КПГ в 1918 году. В 1920 году являлась делегатом II конгресса Коммунистического интернационала в Петрограде и встречалась с В. И. Лениным.
После убийства Розы Люксембург её наследники передали Рози Вольфштейн её архив, над которым она работала вместе с супругом Паулем Фрёлихом. Биография «Роза Люксембург. Мысли и дела» увидела свет в 1939 году в Париже. Жизнь Розы Люксембург оставалась важной темой работы Вольфштейн в течение всей её жизни. В 1985 году Рози Вольфштейн консультировала Маргарету фон Тротту на съёмках фильма «Роза Люксембург».
В 1921—1924 годах Вольфштейн избиралась в прусский ландтаг от Объединённой коммунистической партии Германии и занимала там должность заместителя председателя фракции. В 1921—1923 годах Вольфштейн входила в состав правления партии и его организационного бюро, отвечавшего за проведение партийных съездов. В 1924 году в знак протеста против «ультраправого» руководства КПГ во главе с Рут Фишер и Аркадием Масловом Вольфштейн подала в отставку со всех постов и вместе с Паулем Фрёлихом занялась изданием трудов Розы Люксембург, а также работала редактором в издательстве Malik-Verlag. В начале 1929 года за отклонение от курса партии была исключена из КПГ и примкнула к Коммунистической партии — оппозиции. Вместе с Паулем Фрёлихом, Якобом Вальхером и Августом Эндерле состояла в партийном меньшинстве, которое весной 1932 года перешло в Социалистическую рабочую партию Германии, в его левое революционное крыло, которое весной 1933 года пришло к руководству партией. В СДПГ Вольфштейн познакомилась с Вилли Брандтом, их дружеские отношения сохранились вплоть до 1980-х годов, когда Брандт навещал Вольфштейн в доме престарелых.
После прихода к власти национал-социалистов в 1933 году Вольфштейн выехала сначала в Брюссель, затем переехала в Париж, где входила в состав подпольного правления СРПГ и публиковала свои работы под псевдонимом Марта Кох. С началом Второй мировой войны была интернирована во Франции. В 1941 году ей удалось вместе с Фрёлихом эмигрировать в США через Лиссабон и Мартинику благодаря помощи Чрезвычайного комитета спасения Вариана Фрая. В США Вольфштейн с 1945 года работала в Нью-Йорке в различных благотворительных организациях. В 1948 году официально вышла замуж за Фрёлиха. В 1951 году Вольфштейн вернулась во Франкфурт и вступила в СДПГ, хотя, как и Пауль Фрёлих, по-прежнему придерживалась левых взглядов и выступала за «третий путь», который в определённых исторических обстоятельствах могла бы пройти именно СДПГ. Также вступила в профсоюз IG Druck und Papier, где занималась созданием Германского союза журналистов. После смерти Пауля Фрёлиха в 1953 году управляла его архивом и редактировала некоторые его работы. Рози Вольфштейн похоронена на Франкфуртском главном кладбище.